# Rudny Staw
Rudny Staw (niem. Hammer Teich) – dawny staw na Pojezierzu Łagowskim, na południowy wschód od miejscowości Staropole. 

## Historia
Powstał przed II wojną światową po zbudowaniu Jazu 714 na rzece Paklica. Funkcjonował jako element fortyfikacji MRU, po wojnie na skutek zniszczenia Jazu 714, poziom wody obniżył się gwałtownie powodując proces lądowacenia zbiornika.

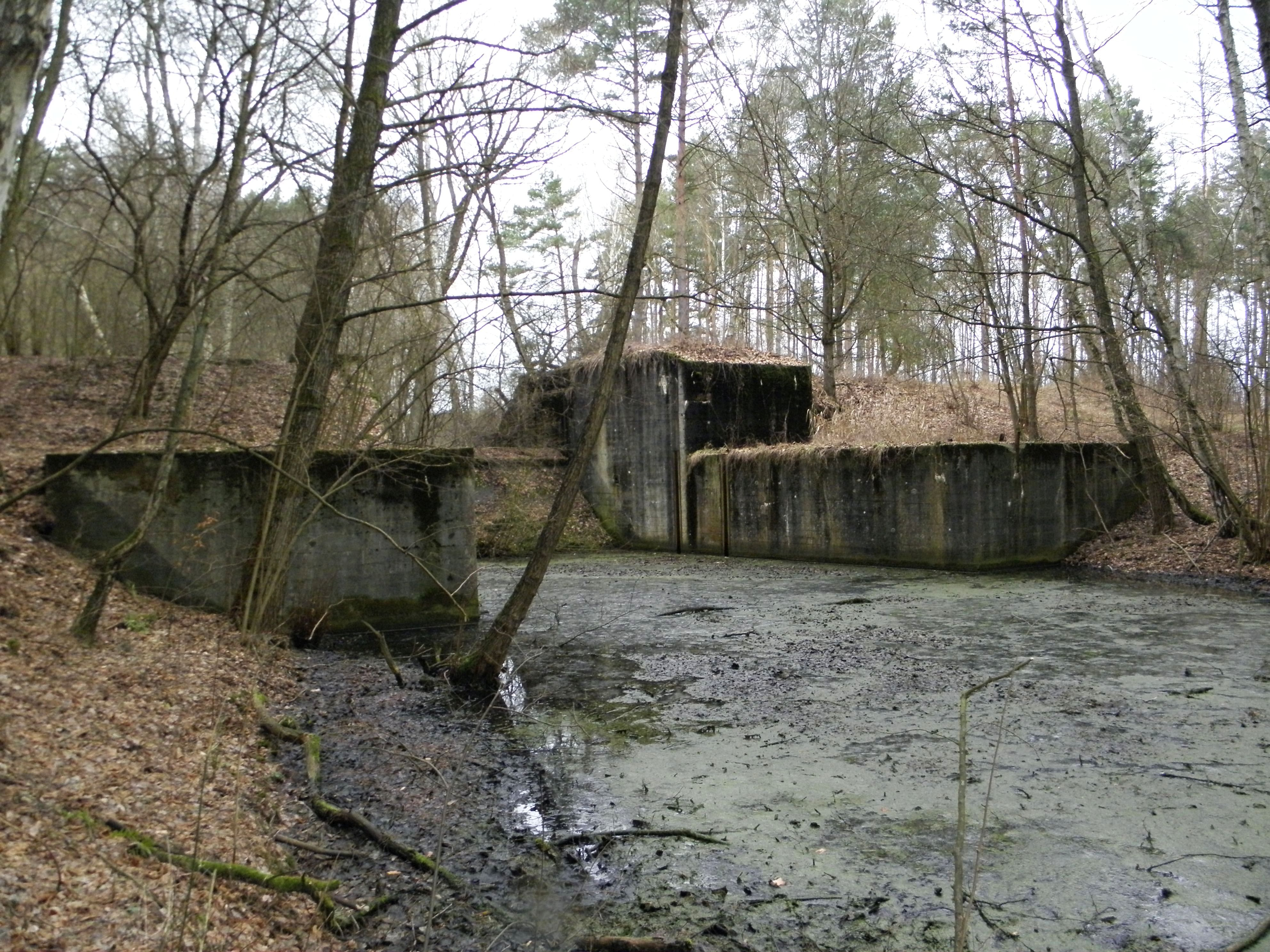
Jaz 714, który w przeszłości piętrzył wody stanowiące staw Rudny